# Greater Nile Oil Pipeline

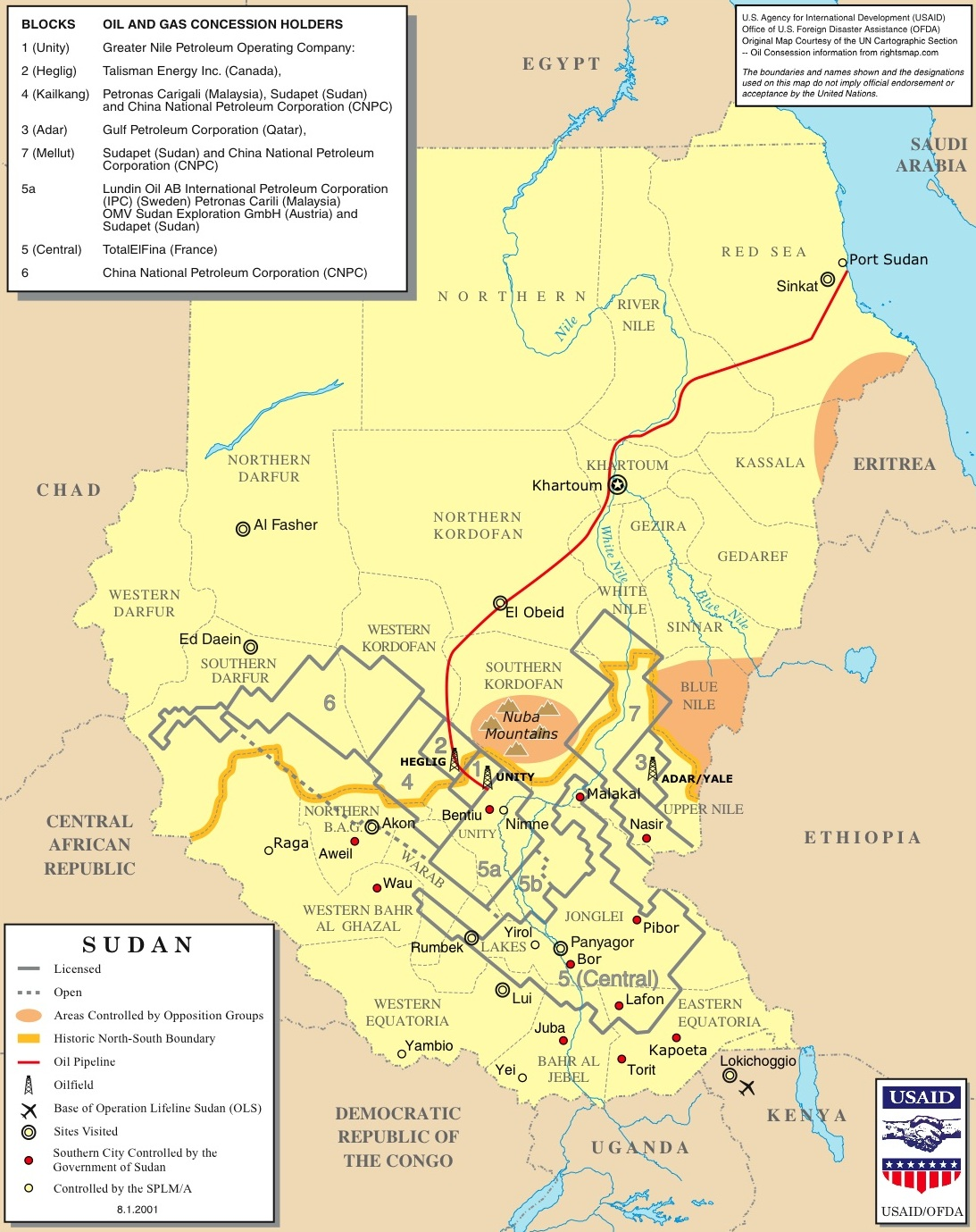
L'itinéraire emprunté par le Greater Nile Oil Pipeline est indiqué sur cette carte de l'USAID de 2001. Les frontières des États ont changé depuis 2001.

Le Greater Nile Oil Pipeline est un important oléoduc pour l'exportation de pétrole au Soudan. Il s'étend sur environ 1 600 km dont environ 1,8 kilomètre est sous-marin. Il a été construit par la Greater Nile Petroleum Operating Company (GNPOC) et a commencé à fonctionner en 1999. Il est exploité par la China National Petroleum Corporation (CNPC), qui possède une participation de 40% dans la GNPOC.
Initialement, l'oléoduc partait du champ pétrolier de Heglig dans l'État du Sud Kurdufan. Depuis 1999, l'oléoduc a été prolongé et commence maintenant au champ pétrolifère Unity. L'oléoduc dessert la raffinerie de pétrole de Port-Soudan sur la mer Rouge, en passant par les monts Nuba et Khartoum.
En février 2024 la pipeline devient hors service en plein conflit entre les Forces de soutien rapide et les Forces armées soudanaises. L'économie du Soudan du Sud est alors fortement impactée ce qui pousse le gouvernement à discuter en 2024 d'un accord avec la Chine pour construire un nouvel oléoduc.  